# スティーヴン・ドビンズ
スティーヴン・ドビンズ（Stephen Dobyns, 1941年2月19日 - ）はアメリカの作家。

## 概要
牧師の父のもとニュージャージー州オレンジに生まれる。イリノイ州シャイマー大学を卒業後、ミシガン州のウェイン州立大学大学院を卒業。ミシガン州の新聞社デトロイトニュース社のリポーターとして活躍する。その後ニューヨーク州へ移住し、1968年から2年間にわたりシラキューズ大学の英語教授となったが、男女差別で糾弾されて辞職を余儀なくされた。その後、1972年に31歳で詩人、ミステリー小説作家として創作活動を始め、アメリカ本国において成功を収めており日本でもいくつか和訳されている。

## 評価など
知名度は決して高くないものの、日本では一部のミステリー小説の読者たちから高い評価を受けている。ドビンズは親が厳格な宗教家であるなど、厳しい環境で育ったためその反発からか、淡々とした文章でよく過激な人間関係を表現する。

## 作品

### 詩集
- Concurring Beasts (1972)
- The Reason Why (1973)
- Griffon: Poems (1976)
- Heat Death (1980)
- The Balthus Poems (1982)
- Cemetery Nights (1987) ISBN 0-14-058584-2
- Body Traffic (1990)
- Black Dog, Red Dog (1990) ISBN 0-03-071077-4
- Velocities: New and Selected Poems, 1966-1992 (1994) ISBN 0-14-058651-2
- Common Carnage (1996)
- Pallbearers Envying the One Who Rides (1999) ISBN 0-14-058916-3
- The Porcupine's Kisses (2002)
- Mystery, So Long (2005)

### 小説
- A Man of Little Evils (1973) ISBN 0-689-10567-3
- Dancer With One Leg (1983)

放火捜査官（高沢明良訳、勁文社、1987年）ISBN 978-4766905076
- Cold Dog Soup (1985)
- A Boat Off the Coast (1987)
- The Two Deaths of Senora Puccini (1988) ISBN 0-14-023579-5

奇妙な人生（瓜生知寿子訳、扶桑社、1994年）ISBN 978-4594013394
- The House on Alexandrine (1990) ISBN 0-8143-2183-6
- After Shocks/Near Escapes (1991)
- The Wrestler's Cruel Study (1993) ISBN 0-393-03511-5
- The Church of Dead Girls (1997) ISBN 0-8050-5103-1

死せる少女たちの家（高津幸枝訳、早川書房、1998年）ISBN 978-4152081988
のち文庫。
1. 上巻 ISBN 978-4150409449
2. 下巻 ISBN 978-4150409456

- Boy in the Water (1999) ISBN 0-312-97522-8

1. 水の棺の少年 上巻（高津幸枝訳、早川書房、2000年）ISBN 978-4150409579
2. 水の棺の少年 下巻（高津幸枝訳、早川書房、2000年）ISBN 978-4150409586

- Eating Naked [SS] (2000) ISBN 0-312-27829-2

#### サラトガ探偵シリーズ
- Saratoga Longshot (1976) ISBN 0-14-025196-0

サラトガ刑事の大手柄（加藤洋子訳、集英社、1999年）ISBN 978-4087603644
- Saratoga Swimmer (1981)
- Saratoga Headhunter (1985) ISBN 0-14-015606-2

死をよぶ血統馬（三谷茉沙夫訳、扶桑社、1990年）ISBN 978-4594006181
- Saratoga Snapper (1986) ISBN 0-670-81059-2
- Saratoga Bestiary (1988) ISBN 0-670-82024-5
- Saratoga Hexameter (1990)
- Saratoga Haunting (1993)
- Saratoga Backtalk (1994) ISBN 0-393-03659-6

サラトガ探偵の難事件（加藤洋子訳、集英社、1999年）ISBN 978-4087603668
- Saratoga Fleshpot (1995) ISBN 0-393-03805-X
- Saratoga Strongbox (1998) ISBN 0-670-87692-5

### エッセイ
- Best Words, Best Order: Essays on Poetry (1996)